# Windows Internet Naming Service
Windows Internet Name Service (WINS) es un servidor de nombres de Microsoft para NetBIOS, que mantiene una tabla con la correspondencia entre direcciones IP y nombres NetBIOS de computadoras. Esta lista permite localizar rápidamente a otra computadora de la red.
Muchas redes utilizan DHCP para asignar direcciones IP, por lo que los administradores normalmente instalan WINS junto con DHCP.
Al usar un servidor de nombres de internet de Windows en una red se evita el realizar búsquedas más laboriosas (como peticiones broadcast) para obtenerla, y se reduce de esta forma el tráfico de la red.
A partir de Windows 2000 WINS fue relegado en favor de DNS y Active Directory, sin embargo, sigue siendo necesario para establecer servicios de red con versiones anteriores de sistemas Microsoft.
En entornos Unix y GNU/Linux, Samba puede actuar también como servidor WINS.